# Culex miaolingensis
Culex miaolingensis är en tvåvingeart som beskrevs av Chen 1982. Culex miaolingensis ingår i släktet Culex och familjen stickmyggor. Inga underarter finns listade i Catalogue of Life.